# Fack (utrymme)
Denna artikeln handlar om det fysiska utrymmet fack. För andra betydelser, se Fack.

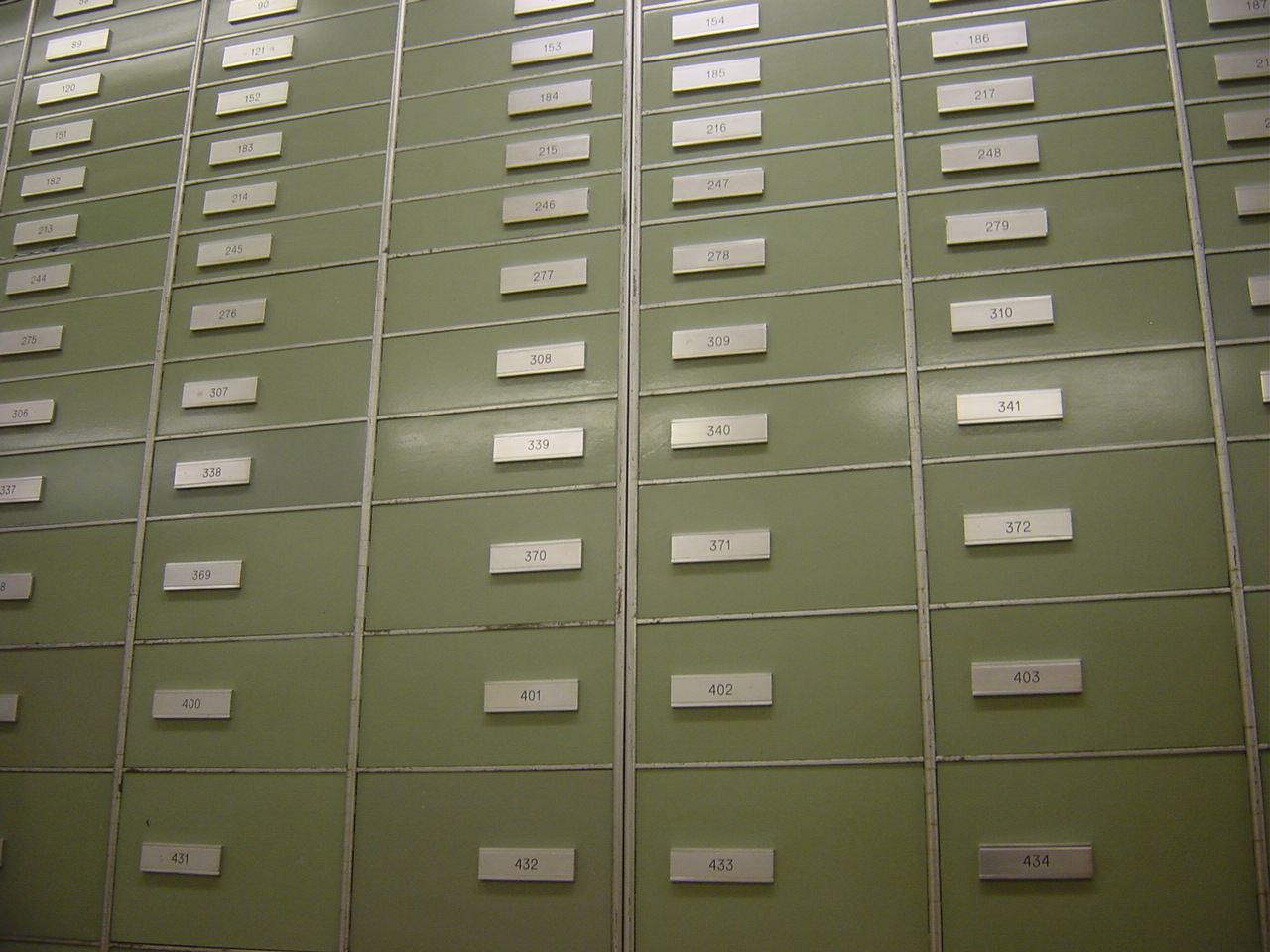
Bankfack

Ett fack är ett mindre fysiskt utrymme, oftast i en vägg eller annan yta, med syfte att användas för lagring av föremål.
Exempel på vanliga fack är postfacket, som används för tillfällig lagring av post tills den når avsändaren, bankfacket som används för förvaring av värdesaker, samt handskfacket, som är ett mindre utrymme som de flesta bilar har framför den främre passagerarsidan. En väska har ofta olika fack. Även en plånbok kan ha olika fack för mynt, sedlar och kontokort. Ett hemligt fack, konstruerat för att svårligen kunna upptäckas, benämnes lönnfack.